# Кокс-Базар (округ)
Кокс-Базар (бенг. কক্সবাজার জেলা, англ. Cox's Bazar District) — округ на юго-востоке Бангладеш, в области Читтагонг. Образован в 1984 году. Административный центр — город Кокс-Базар. Площадь округа — 2492 км². По данным переписи 2001 года население округа составляло 1 757 321 человек. Уровень грамотности взрослого населения составлял 21,9 %, что значительно ниже среднего уровня по Бангладеш (43,1 %). 92,13 % населения округа исповедовало ислам, 5,6 % — индуизм, 2,17 % — буддизм. На территории округа расположен один из самых больших по протяжённости пляжей мира.

## Административно-территориальное деление
Округ состоит из 8 подокругов.
Подокруга (центр)
1. Чакария (Чакария)
2. Кокс-Базар-Садар (Кокс-Базар)
3. Кутубдия (Кутубдия)
4. Махешкхали (Махешкхали)
5. Раму (Раму)
6. Текнаф (Текнаф)
7. Укхия (Укхия)
8. Пекуа (Пекуа)